# نولان مطوي
نولان مطوي (الاسم العلمي:Nolana plicata) هو نوع نباتي يتبع جنس النولان من فصيلة الباذنجانية.